# Arthur Delaporte
Pour les articles homonymes, voir Delaporte.
Arthur Delaporte, né le 7 octobre 1991 à Caen (Calvados), est un homme politique français.
Membre du Parti socialiste, il est élu député dans la 2e circonscription du Calvados lors des élections législatives de 2022 puis réélu en 2024.

## Biographie

### Jeunesse et études
Arthur Delaporte grandit au nord de Caen à Cambes-en-Plaine, dans une famille politisée. Son père est directeur d'école, sa mère institutrice. Ses quatre grands-parents étaient instituteurs. Il a un frère et une sœur comme lui agrégés.
Après des études secondaires à Caen, il étudie en classes préparatoires littéraires au lycée Henri-IV. Il est admis en 2012 à l'École normale supérieure de Lyon. Il rédige un mémoire sur un voyage présidentiel de François Mitterrand à Sofia et obtient le prix de l'Institut François Mitterrand. Parallèlement, il suit le master d'Affaires publiques de l'Institut d'études politiques de Paris, dont il est diplômé en 2015. En 2016, il décroche l'agrégation d'histoire.

### Parcours professionnel
Il est doctorant contractuel chargé d'enseignement sous le statut d'attaché temporaire d'enseignement et de recherche (ATER) à l’université Paris 1 Panthéon-Sorbonne, et travaille auprès d'élus, conseillant les députés Yann Galut et Valérie Rabault. Il ne finit pas sa thèse. Son travail de recherche portait sur le Parti socialiste.

#### Parcours politique
Il entre au Parti socialiste après la loi de 2013 concernant le mariage entre personnes de même sexe, fait son campagnonnage politique auprès de Yann Galut et entre au bureau national du parti.
Candidat aux élections départementales 2021 dans le canton de Ouistreham, il est battu de peu au second tour par les sortants divers droites et Les Républicains. Le 30 septembre 2021, il est élu premier secrétaire fédéral du Parti socialiste du Calvados.

#### Député de la Deuxième circonscription du Calvados depuis 2022
Candidat de la Nupes aux élections législatives de 2022 dans la deuxième circonscription du Calvados, il arrive en tête au premier tour, puis est élu député au second tour avec 59,86 % des voix, face à Sylvie Dumont-Prieux (LREM-Ensemble) qui reçoit 40,14 % des voix. Il succède ainsi à Laurence Dumont, qui devient alors sa suppléante.
À l'Assemblée nationale fin juin 2022, il est choisi avec Christine Pirès-Beaune pour assurer les fonctions de porte-parole du Groupe parlementaire socialiste dès le début de la législature.
Il se montre critique au sujet de la présidence de François Hollande, comme sur le projet de déchéance de nationalité ou la loi El Khomri, estimant que le PS dérivait hors de la social-démocratie.
Il est à l'origine, conjointement avec le député macroniste Stéphane Vojetta, de la loi encadrant les dérives des influenceurs, qui est  adoptée à l'unanimité à l'Assemblée nationale et au Sénat et publiée en juin 2023.
Arthur Delaporte est réélu largement député lors des élections législatives anticipées de 2024, sous la bannière du Nouveau Front populaire (NFP), avec 68 % des voix au second tour. À l'Assemblée nationale, il s'alarme de la possible disparition du groupe d'études lié au VIH/sida, et prend la coprésidence du groupe d'études finalement maintenu,. 
En mai et juin 2025, il préside la commission d'enquête parlementaire sur les effets psychologiques de TikTok sur les mineurs,. 

## Synthèse des fonctions politiques
- Député de la deuxième circonscription du Calvados depuis 2022

## Synthèse des résultats électoraux

### Élections législatives
| Année | Parti  | Parti | Circonscription | 1er tour | 1er tour | 1er tour | 2d tour | 2d tour | 2d tour | Issue |
| Année | Parti  | Parti | Circonscription | Voix     | %        | Rang     | Voix    | %       | Rang    | Issue |
| ----- | ------ | ----- | --------------- | -------- | -------- | -------- | ------- | ------- | ------- | ----- |
| 2022  |        | PS    | 2e du Calvados  | 14 040   | 42,01    | 1er      | 18 963  | 59,86   | 1er     | Élu   |
| 2024  | 19 662 | PS    | 2e du Calvados  | 42,34    | 1er      | 29 761   | 68,28   | 1er     | Élu     |       |

## Publication
- Pour un socialisme joyeux, avec Sarah Kerrich, Fondation Jean-Jaurès, 2023[21].
- Face à la casse du RSA, le revenu minimum d’existence, avec Johanna Buchter, Simon Rumel et Guillaume Mathelier, Fondation Jean-Jaurès, 2023[22].
- Arthur Delaporte, « L’apparition des entourages des parlementaires dans les séries télévisées, le cas de Baron noir », Revue française de droit constitutionnel, no 124,‎ 2020, p. 837-850